# David Kopp
David Kopp es un actor canadiense al que ha sido habitual ver como secundario en varias series de éxito americanas. Su primer papel importante fue el de protagonista de jPod.

## Filmografía selecta

### Cine
| Año  | Título              | Papel | Otros                 |
| 2003 | Freddy contra Jason | Blake | T.O: Freddy vs. Jason |

### Televisión
| Año     | Título                  | Papel           | Otros    |
| 2000    | Mysterious ways         | Andrew Cookson  | Serie    |
| 2000    | Trixie                  | Bell Boy        | Película |
| 2001    | Gritos en la noche      | Chuck           | Serie    |
| 2001-02 | Stargate SG-1           | Teniente Grogan | Serie    |
| 2002    | Glory days              | Deputy Tim      | Serie    |
| 2002    | The secret life of Zoey | Marty           | Película |
| 2002    | That was then           | Timmy Robinson  | Serie    |
| 2006    | Blade: La serie         | Zack Starr      | Serie    |
| 2007    | Psych                   | Kellen          | Serie    |
| 2008    | jPod                    | Ethan Jarlewski | Serie    |